# Christiane Theobald

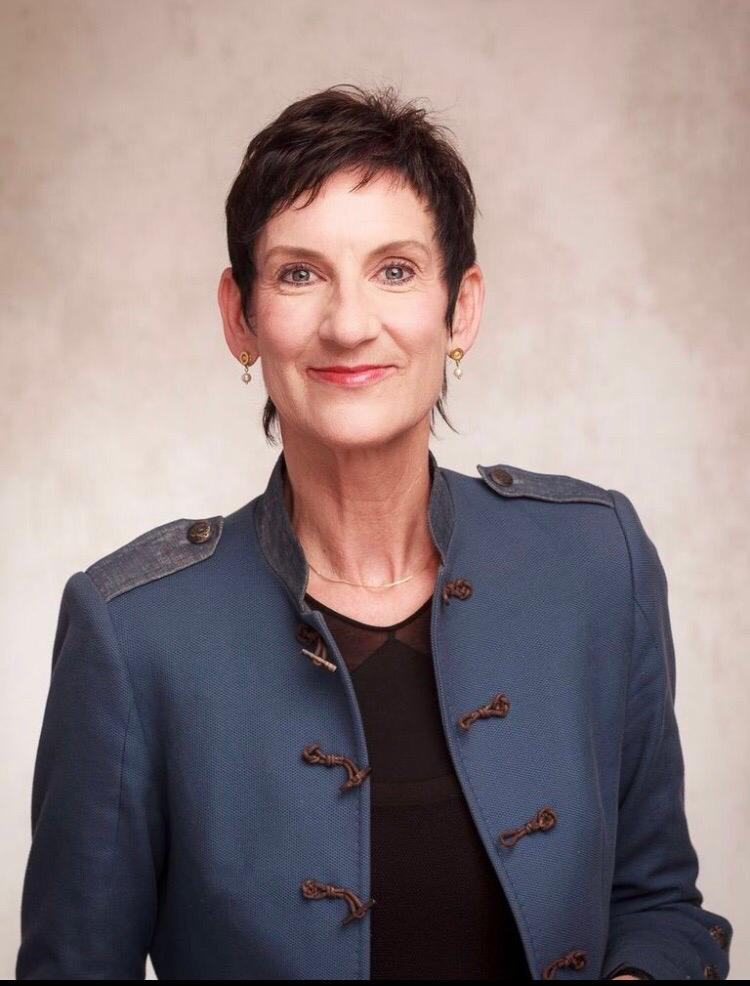
Christiane Theobald (2023)

Christiane Theobald (* 20. Dezember 1956 in Koblenz) ist eine selbstständige Ballett-Dramaturgin und Kulturmanagerin. Ab 1987 prägte sie die Ballettszene in Berlin, 2023 beendete sie ihre Karriere als kommissarische Intendantin des Staatsballett Berlin, der mit 88 Tänzern größten Ballett-Compagnie Deutschlands.

## Leben
Christiane Theobald wuchs in Düsseldorf auf. Sie studierte Musikwissenschaft, Geschichte und Kunstgeschichte an der Eberhard-Karls-Universität in Tübingen und an der Freien Universität Berlin. Neben dem Studium absolvierte sie eine Ballettausbildung, die sie in Berlin mit dem Schwerpunkt Modern Dance fortsetzte. Dort wurde sie 1985 an der Freien Universität Berlin bei Rudolf Stephan mit einer Dissertation über das Frühwerk des Komponisten Franz Schreker promoviert.
Theobald war von 1987 bis 1990 unter der Leitung des Ballettdirektors Gert Reinholm sowie von 1990 bis 1993 unter der Leitung des Ballettdirektors Peter Schaufuss an der Deutschen Oper Berlin als Ballett-Dramaturgin tätig und begleitete damit eine wirkungsstarke Ära der West-Berliner Tanzkultur.
Als Ballett-Dramaturgin der Deutschen Oper Berlin erteilte Christiane Theobald innerhalb ihrer beruflichen Aufgaben den Balletteleven tanzgeschichtlichen Unterricht und hielt Vortragsreihen an der Lessing-Hochschule zu Berlin. Von 1991 bis 1996 war sie Lehrbeauftragte für „Ballett und Tanz“ am Theaterwissenschaftlichen Institut der Freien Universität Berlin; ab 2011 für „Tanzmanagement“ an der Hochschule für Musik und Darstellende Kunst Frankfurt am Main.
1993 erfolgte in der Doppelfunktion als Ballettbetriebsdirektorin und -dramaturgin ihr Wechsel an die Staatsoper Unter den Linden unter der Ballett-Direktion von Michael Denard (1993–1996) und folgend unter dem Intendanten der Staatsoper Georg Quander. 1996 plante der Berliner Senat im Zuge von kulturellen Sparmaßnahmen an den Opernhäusern die Zusammenlegung der Berliner Ballettkompagnien, gegen die sich der Generalintendant und das Ballett der Deutschen Oper Berlin (Götz Friedrich) und der Intendant der Komischen Oper (Albert Kost) vehement auflehnten. Zu dieser Zeit absolvierte Christiane Theobald ein berufsbegleitendes Postgraduiertenstudium, das sie im November 2002 mit dem Master of Business Administration (MBA) für Medien an der privaten Steinbeis-Hochschule Berlin abschloss. In ihrer Masterthesis über „Das Profit-Center geführte Ballett“ befasste sie sich mit den Grundlagen einer von den Opernhäusern unabhängigen Ballettkompagnie.
Im Zuge der Gründung der Stiftung Oper in Berlin wurde 2004 der Zusammenschluss der zuvor den drei Opernhäusern Deutsche Oper Berlin, Staatsoper Unter den Linden und Komische Oper Berlin angeschlossenen Ballett-Ensembles zum Staatsballett Berlin als wirtschaftlich eigenständige Compagnie vollzogen. Christiane Theobald wurde an der Seite von Vladimir Malakhov zur Stellvertretenden Intendantin dieser Institution ernannt, eine Position, die ihr bis zur Spielzeit 2019/2020 auch unter den Intendanten Nacho Duato (2014–2018), 2018 zunächst unter Johannes Öhman und sodann der Co-Intendanz Sasha Waltz/Johannes Öhman (2018–2020) oblag. Nachdem Johannes Öhman in der Saison 2018/2019 die Intendanz des Staatsballetts Berlin übernommen hatte, die er in der Saison 2019/2020 gemeinsam mit Sasha Waltz fortsetzte, wurde Christiane Theobald im August 2020 vom Berliner Kultursenator mit der kommissarischen Intendanz der Compagnie betraut.
Am 26. Juni 2023 wurde sie nach 36 Jahren in den Ruhestand verabschiedet und zum Ehrenmitglied des Staatsballetts Berlin ernannt. Der amtierende Kultursenator Berlins, Joe Chialo, sowie der frühere Regierende Bürgermeister Berlins Klaus Wowereit hielten die Laudationen im Anschluss an die letzte Vorstellung der Saison. Vera Gäde-Butzlaff, die Vorsitzende der Freunde und Förderer des Staatsballetts Berlin, berief Christiane Theobald ebenso zum Ehrenmitglied ihres Kreises.
Christiane Theobald verabschiedete sich mit der besten Auslastung (92,7 %), die das Staatsballett Berlin seit Gründung 2004 erzielen konnte. Gegenüber dem Kulturradio rbb sagte sie, „Ich habe meine Passion gelebt.“
Am 1. Oktober 2023 verlieh der Regierende Bürgermeister Kai Wegner im Namen des Berliner Senats Christiane Theobald den Verdienstorden des Landes Berlin.
Auf der 54. Hauptversammlung der Bundesdeutschen Ballett- und Tanzdirektor:innen Konferenz wurde sie am 24. Mai 2025 zum Ehrenmitglied ernannt. Die Laudatio hielt der Sprecher der BBTK, Tarek Assam, Ballettdirektor und Chefchoreograf von TANZ HARZ am Nordharzer Städtebundtheater. Er erklärte, dass das Präsidium einstimmig beschlossen habe, Christiane Theobald als drittes Ehrenmitglied (nach Marc Junkers und Prof. Martin Puttke) aufzunehmen. Er skizzierte das Bild „…einer Jeanne d’Arc des Tanzes, eine unerschrockene Kämpferin und eine unserer wichtigsten Stimmen, ja Fahnenträgerinnen des Tanzes.(…) Wir brauchen sie als Vordenkerin des Tanzes in Deutschland.“

## Konzepte und Arbeiten
Im Jahr 1993 entwickelte sie in Zusammenarbeit mit der TheaterGemeinde Berlin das Format des Jour fixe im Apollo-Saal der Staatsoper Unter den Linden. In Anlehnung an die Berliner Salonkultur wurden Tänzer, Choreographen, Dirigenten, Kostümdirektoren, Masken- und Bühnenbildner zu Publikumsgesprächen eingeladen, darunter Patrice Bart, Paul Connelly, Robert Reimer, Martin Schläpfer, Uwe Scholz, Polina Semionova, Vladimir Malakhov. Ab 2011 wurde der Jour fixe an der Deutschen Oper Berlin fortgeführt. Ihre Vortragsreihe APROPOS BALLETT (2011) widmete sich der Geschichte des Tanzes. Ab 2011 initiierte Christiane Theobald in Kooperation mit dem Seminar für Theater- und Tanzwissenschaft der Freien Universität Berlin unter der Leitung von Gabriele Brandstetter die öffentliche Veranstaltungsreihe Ballett-Universität mit Vorträgen renommierter Tanzwissenschaftler zu Praxis und Geschichte des Tanzes und Einführungen durch Studierende der Tanzwissenschaft der FU Berlin.
Im Rahmen ihrer Tätigkeit als Stellvertretende Ballett-Intendantin von 2004–2020 und als kommissarische Intendantin ab 2020 betrieb sie Lobbyarbeit für den Tanz und förderte Talente. So gründete sie 2004 den Verein der Freunde und Förderer des Staatsballetts Berlin e.V. und übernahm zeitweise den Vorsitz, um die Ballettcompagnie ideell und finanziell in ihrer Entwicklung zu unterstützen. Sie war Geschäftsführerin des 2007 am Staatsballett Berlin gegründeten Vereins Tanz ist KLASSE! e.V. (TiK!), mit dem Jugendliche an das Tanzen herangeführt werden sollen. Zudem initiierte sie 2016 das Ehrenamtsprogramm der Ballettbotschafter und Ballettbotschafterinnen, in dem interessierte junge Menschen zwischen 17 und 27 Jahren die Ballettcompagnie ehrenamtlich unterstützen.
Basierend auf einer Studie zur Auswirkung des Schlaf-Wach-Verhaltens auf die Verletzungsgefahr für Tänzer im Jahr 2006 wurde 2009 mit einer Gesundheitspartnerschaft zwischen dem Staatsballett Berlin und dem Interdisziplinären Schlafmedizinischen Zentrum der Charité Universitätsmedizin unter Leitung von Ingo Fietze ein Ruheraum für die Tänzer ausgestattet.
Im Februar 2016 moderierte Christiane Theobald die Soireé für Tanz im Schloss Bellevue.
Theobald verfasste das Libretto von „Das Flammende Herz“, einem Ballett über Percy Shelley, das am 20. Juni 2009 in der Staatsoper Unter den Linden uraufgeführt wurde. Darüber hinaus stammen von ihr Libretto und Dramaturgie der Aufführung „Sisi“ – Elisabeth, Kaiserin von Österreich im National-Theater in Zagreb (Uraufführung 27. März 2018); Choreographie Patrice Bart.
In den beiden Spielzeiten 2021/22 und 2022/23 realisierte sie das von ihr entwickelte Enhanced Mentorship Programm am Staatsballett Berlin. Absolventen im Tanz können darüber Förderung aus dem von der Bundeskulturstiftung finanzierten Programm Dis-Tanz-Start des Dachverband Tanz Deutschland erhalten.
In ihrer letzten Saison konzipierte Christiane Theobald das Format Ballet for future? Wir müssen reden!. Die öffentliche, multiperspektivisch besetzte Diskussionsveranstaltung zu drängenden Fragen der Kunstform Tanz inklusive Podcast wurde in der Kritikerumfrage des Jahrbuch Tanz 23 mehrfach positiv erwähnt und hatte große Ausstrahlungskraft.
In den Wintermonaten 2022/23 legte sie die Tanzveranstaltung Let‘s move zum Mitmachen auf. Sie fand monatlich im Parkettfoyer der Deutschen Oper Berlin statt.

## Ehrenamtliche Tätigkeiten
- 1998 Stellvertretende Vorsitzende der Gesellschaft für Tanzforschung e.V.
- 2002–2013 Beiratsvorsitzende Tanzarchiv Köln (Beirat seit 2002)
- Seit 2005 Mitglied des „Rotary International Club Berlin Brandenburger Tor“ (Präsidentin 2017/2018)
- Seit 2006 Gründungsmitglied und Vorstand der Ständigen Konferenz Tanz -·unter dem Dachverband Tanz Deutschland – Ständige Konferenz Tanz
- Seit 2007 Gründerin und Geschäftsführerin des Vereins Tanz ist KLASSE!
- Seit 2009·Mitglied des Präsidiums der Bundesdeutschen Ballett- und Tanztheaterdirektoren-Konferenz (BBTK), (Mitglied seit 2003, Sprecherin 2009–2013, Präsidium seit 2016)
- Seit 2011: Als Stiftungsrätin Gründungsmitglied der Deutsche Stiftung Schlaf https://schlafstiftung.de/stiftung/
- Im Juni 2024 wurde Christiane Theobald aufgrund ihres anhaltenden Engagements vom Vorstand zum Ehrenmitglied des Dachverband Tanz berufen.[21]

## Veröffentlichungen
Ergänzungen in Pipers Enzyklopädie des Musiktheaters
- 1987: Tatjana Gsovsky: Prinzessin Turandot. Beitrag in: Pipers Enzyklopädie des Musik Theaters. Band 2, München 1987, S. 598–600.
- 1987: Tatjana Gsovsky: Die chinesische Nachtigall. Beitrag in: Pipers Enzyklopädie des Musik Theaters. Band 2, München 1987, S. 601–602.

Beiträge in Programmheften der Staatsoper Unter den Linden
- 1996: Le Concours – Ein Film. Beitrag in: Programmheft zu Le Concours. Staatsoper Unter den Linden, Berlin 1996, S. 8–10.
- 1996: Vorwort. zu Programmheft Die Welt der Ballet Russes. Staatsoper Unter den Linden, Berlin 1996, S. 12–13.
- 1997: Vorwort: Schwanensee – vom Versuch einer Selbstfindung. zu Programmheft Schwanensee. Staatsoper Unter den Linden, Berlin 1997, S. 10–19.
- 1998: Vorwort. zu Programmheft Der Dämon – Josephs Legende. Staatsoper Unter den Linden, Berlin 1998, S. 9–11.
- 1999: Vorwort Viva Verdi zu Programmheft Verdiana. Staatsoper Unter den Linden, Berlin 1999, S. 9–15.
- 1999: Apropos Der Nussknacker. Beitrag in: Programmheft zu Der Nussknacker. Staatsoper Unter den Linden, Berlin 1999, S. 9–19.
- 2000: Apropos Giselle. Beitrag in: Programmheft zu Giselle. Staatsoper Unter den Linden, Berlin 2000, S. 9–13.
- 2001: Apropos Ein Lindentraum… Beitrag in: Programmheft zu Apropos Ein Lindentraum…. Staatsoper Unter den Linden, Berlin 2000, S. 9–11.
- 2001: Apropos Choreographien von Angelin Preljocaj; Beitrag in: Programmheft zu Le Sacre du printemps. Staatsoper Unter den Linden, Berlin 2001, S. 11–14.
- 2002: Apropos Romeo und Julia – Alle Lust will Ewigkeit. Beitrag in: Programmheft zu Romeo und Julia. Staatsoper Unter den Linden, Berlin 2002, S. 9–12.
- 2002: Apropos Die Bajadere. Beitrag in: Programmheft zu Die Bajadere. Staatsoper Unter den Linden, Berlin 2002, S. 7–10.
- 2003: Apropos without words. Beitrag in: Programmheft zu without words. Staatsoper Unter den Linden, Berlin 2003, S. 6–7.
- 2003: Apropos Onegin. Beitrag in: Programmheft zu Onegin. Staatsoper Unter den Linden, Berlin 2003, S. 11–12.
- 2004: Apropos Cinderella. Beitrag in: Programmheft zu Cinderella. Staatsoper Unter den Linden, Berlin 2004, S. 6–8.

Autorin von Ballett-Libretti
- 1993: Roland Petit Dix oder Eros und Tod, Premiere 1. Oktober 1993.
- 1997: Patrice Barts Schwanensee, Premiere 16. Dezember 1997.
- 1999: Patrice Barts Nussknacker, Premiere 18. Dezember 1999.
- 2002: Patrice Barts Romeo und Julia, Premiere 19. Januar 2002.
- 2009: Patrice Barts Das flammende Herz, Premiere 20. Juni 2009.
- 2018: Patrice Barts Sisi Elisabeth, Kaiserin von Österreich, Premiere 27. März 2018.

Autorin von Büchern der Staatsoper unter den Linden (Hrsg. Schott Music)
- 2006: Malakhovs Dornröschen – Seitensprünge mit dem Staatsballett Berlin 2006 – in Zusammenarbeit mit Vladimir Malakov (Autor) und Frank Sistenich (Autor)
- 2006: Das Staatsballett und Vladimir Malakhov Das Compagniebuch Vol. 1. 2006.
- 2008: Das Staatsballett und Vladimir Malakhov Das Compagniebuch Vol. 2. 2008.